# Agonum decorum
Agonum decorum es una especie de escarabajo del género Agonum, familia Carabidae. Fue descrita científicamente por Say en 1823.
Esta especie se encuentra en Canadá, México, Estados Unidos y el Caribe. Puede ser encontrada en Cuba.